# روبرت هووكس
روبرت هووكس (بالإنجليزية: Robert Hooks)‏ هو ناشط وممثل أمريكي، ولد في 18 أبريل 1937 في واشنطن العاصمة في الولايات المتحدة. من الجوائز التي نالها جائزة المسرح العالمي سنة 1966.

## جوائز وترشيحات
جوائز
- جائزة المسرح العالمي (1966)

ترشيحات
- جائزة توني عن فئة أفضل ممثل في مسرحية موسيقية [الإنجليزية]‏ (1968)

## وصلات خارجية
- روبرت هووكس على موقع IMDb (الإنجليزية)
- روبرت هووكس على موقع ميوزك برينز (الإنجليزية)
- روبرت هووكس على موقع أول موفي (الإنجليزية)
- روبرت هووكس على موقع قاعدة بيانات برودواي على الإنترنت (الإنجليزية)
- روبرت هووكس على موقع قاعدة بيانات برودواي على الإنترنت (الإنجليزية)
- روبرت هووكس على موقع إن إن دي بي (الإنجليزية)
- روبرت هووكس على موقع قاعدة بيانات الفيلم (الإنجليزية)